# Телегина, Юлиана
Юлиана Телегина (ивр. יוליאנה טלגינה‎; род. 22 марта 2002, Петах-Тиква, Центральный округ) — израильская гимнастка, участница Олимпийских игр 2020 года, серебряный призёр чемпионата мира 2019 года, чемпионка Европы 2020 года.

## Биография
Юлиана родилась 22 марта 2002 года.

### Спортивная карьера
Юношеские соревнования.
В 2016 году Юлиана Телегина приняла участие в ЧЕ 2016 среди взрослых и юниоров, который проходил в Холоне, Израиль где заняла 4-е место в командных соревнованиях. В следующем году участвовала в ЧЕ 2017 среди взрослых и юниоров в Будапеште и завоевала бронзу в упражнении 10 булав.
Соревнования среди взрослых
В 2018 году впервые участвовала в чемпионате мира в Софии и вместе с Линой Ашрам и Николь Зеликман заняла 4-е место в командных соревнованиях. В 2019 году стала чемпионкой Израиля в многоборье, участвовала в чемпионате мира в Баку и стала серебряным призёром в командном зачёте, там участвовала в чемпионате Европы.
На европейском первенстве 2020 года заняла первое место в групповом многоборье и второе место в командных соревнованиях, второе место в упражнении 5 мячей.
В 2021 году на чемпионате Европы в Варне завоевала бронзовую медаль в командных соревнованиях, в групповом многоборье, в упражнении 5 мячей и стала чемпионкой Европы в упражнении 3 обруча + 4 булавы.

#### Олимпиада 2020
На Олимпиаде в Токио участвовала в групповых упражнениях и заняла 6-е место.
| Соревнование         | Спортсмены                                                         | Квалификация | Квалификация | Квалификация | Квалификация | Финал  | Финал  | Финал  | Финал |
| Соревнование         | Спортсмены                                                         | 5            | 3 2          | Очки         | Место        | 5      | 3+2    | Очки   | Место |
| -------------------- | ------------------------------------------------------------------ | ------------ | ------------ | ------------ | ------------ | ------ | ------ | ------ | ----- |
| групповое многоборье | Офир Даян Яна Крамаренко Натали Райц Юлиана Телегина Карин Вексман | 44,000 (4)   | 40,650 (7)   | 84,650       | 4 Q          | 44,100 | 39,750 | 83,850 | 6     |